# Seminari Diocesà de Terrassa
El Seminari Diocesà de Terrassa o Seminari Major Diocesà de Sant Joan Baptista és una institució destinada a la formació de sacerdots, del Bisbat de Terrassa que està situat a Valldoreix, Sant Cugat del Vallès.
El bisbat de Terrassa va ser creat al 2004 per, Joan Pau II i comprèn  gran part de les comarques del Vallès Occidental i el Vallès Oriental. El primer bisbe ha estat Josep Àngel Saiz Meneses. Dos anys més tard, el 29 de juny de 2006 , coincidint amb la solemnitat dels apòstols Sant Pere i Sant Pau, Saiz Meneses, Bisbe de Terrassa, va signar el decret per a la constitució del Seminari Major Diocesà de Terrassa, Sant Joan Baptista. La ubicació del seminari va ser a Valldoreix degut a la marxa de la congregació de les Monges RR. MM. Comendadores de Sant Joan de Jerusalem cap a Salinas, a Àlaba, deixant lliure aquesta dependència. El primer rector va ser Salvador Cristau Coll, actual bisbe de la mateixa diòcesis, essent el rector actual Joan Hernández Plaza.